# Бранденбургское междуцарствие
Бранденбургское междуцарствие (нем. Märkische, нем. Brandenburgische Interregnum) — период с 1319/1320 по 1323 год, когда у маркграфства Бранденбург не было законного правителя.

## История
В августе 1319 года от лихорадки умер маркграф Бранденбурга Вальдемар, через год умер последний из династии Бранденбургских Асканиев несовершеннолетний Генрих II. Вальдемар не успел урегулировать вопросы наследования, к тому же в Священной Римской империи после выборов императора в 1314 году началась борьба между герцогом Баварии Людовиком IV Виттельсбахом и герцогом Австрии Фридрихом I Габсбургом (которого поддерживал Вальдемар).
Ещё при жизни Генриха II князь Вольгаста, Слупско-Славно и Рюгена Вартислав IV, получивший поддержку сословий Ноймарка во главе с Хассо фон Веделем, начал претендовать на роль опекуна и регента. Его противником стал герцог Саксен-Виттенберга и администратор Бранденбурга с 1319 года Рудольф I, который был родственником Генриха II по мужской линии. К началу 1320 года помимо Лужицкой марки он взял под свой контроль Заухе, Хафельланд, Тельтов и Барним.
10 августа 1319 года Вальдемар обменял свои владения Саган-Кроссен на Швибус-Цюллихау, в случае отсутствия у него наследников обе территории отходили герцогам Глогау. После его смерти советник при дворе маркграфа Гюнтер фон Кефернбург пытался вернуть Саган-Кроссена, но этому воспрепятствовал Генрих IV Верный. Он также претендовал на эти земли как муж сестры вдовы Вальдемара Агнессы Бранденбургской Матильды. Князь Яворский Генрих I как сын дочери маркграфа Бранденбург-Зальцведельса Оттона V Беатрисы завладел землей Гёрлиц. Расположенная на западе земля Будисин была захвачена королём Богемии Иоганном Люксембургским, что было узаконено Людовиком IV 13 сентября 1320 года. Нападение Богемии на Лужицкую марку не увенчалось успехом, на неё также претендовали Веттины.
Ещё до похорон Вальдемара князь Мекленбурга Генрих II вступил в область Пригниц, где сумел привлечь на свою сторону города и знать. 20 августа 1319 года первые дворяне заключили с ним договора о службе, в том числе два представителя рода Квитцов. В 1319/1320 году Дройзеке фон Крехер и Редеке фон Редерн передали ему в залог за 20 тыс. марок большую часть Пригница — Хафельберг, Кириц, Перлеберг и Прицвальк, а также небольшой городок Грабов и одноименный город на реке Эльде. 21 сентября 1319 года дворянская семья Альслебен с принадлежавшими ей деревней, городом и замком Ленцен признали новую власть. 2 ноября дворянская семья Ганс цу Путлиц признала нового суверена, против Генриха II не выступил и князь-епископ Хафельберга Генрих III. Вероятно, в сентябре 1319 года Генрих II Мекленбургский вступил в Уккермарк, где встретил сопротивление и занял территорию вокруг Пренцлау и Пазевалька. Союзный ему и приходившийся родственником по супруге граф Линдау-Руппина Ульрих II вторгся на север Хафельланда, обладание Унтерхафелем и городом Ратенов позволили-бы соединить его графство с южными территориями.
Важным фактором было приданное маркграфинь:
- Вдова Германа I Анна Австрийская, после его смерти вышедшая замуж за герцога Бреслау и Лигница Генриха VI, контролировала Вербен на Эльбе, город и район Зехаузен, а также город и район Арнебург.
- Вдова Вальдемара и дочь Германа I Агнесса, в дальнейшем вышедшая за герцога Брауншвейг-Люнебурга Отто, приобрела центральные бранденбургские города Альтландсберг, Берлин-Кёлльн, Кёпеник, Либенвальде, Миттенвальде-им-Тельтов, Ратенов, Шпандау и Тельтов, а также город Зандау с городком Камерн на Эльбе. — Угол Гавела. За рекой располагались Тангермюнде, Штендаль, Зальцведель и три одноимённых района, а также Остербург и Гарделеген. Только в это время сформировался регион Альтмарк.[2][1][11]